# 中畑義愛
中畑 義愛（なかはた よしちか、1910年（明治43年）8月15日 - 1991年（平成3年）7月14日）は日本の実業家。元電通代表取締役社長、元日本広告業協会会長。奈良県吉野郡十津川村出身。

## 略歴
1928年（昭和3年）に十津川中学文武館（現十津川高校）を卒業し、1934年（昭和9年）に法政大学法文学部を卒業する。1935年（昭和10年）に日本電報通信社（現電通）に入社。1973年（昭和48年）に同社代表取締役社長に就任する（-1977年（昭和52年））、同時に吉田秀雄記念事業財団理事長にも就任。
1991年（平成3年）7月14日午後5時5分に急性心不全の為、東京都文京区の病院で死去（享年80歳）。

## 受賞歴
- 1980年（昭和55年） - 勲二等瑞宝章、第15回吉田秀雄記念賞個人賞。